# Коумі

36°5′42″ пн. ш. 138°29′1″ сх. д. / 36.09500° пн. ш. 138.48361° сх. д.
Коу́мі (яп. 小海町, こうみまち, МФА: [ko.umʲi mat͡ɕi̥]) — містечко в Японії, в повіті Мінамі-Саку префектури Наґано. Станом на 1 квітня 2009 площа містечка становила 114,19 км². Станом на 1 липня 2011 населення містечка становило 5131 осіб.